# Agylla involuta
Agylla involuta là một loài bướm đêm thuộc phân họ Arctiinae, họ Erebidae.